# Holzburg (Schrecksbach)
Holzburg ist ein Ortsteil der Gemeinde Schrecksbach im nordhessischen Schwalm-Eder-Kreis. Holzburg liegt am Rande der Schwalm.

## Geschichte

### Ortsgeschichte
Die älteste bekannte schriftliche Erwähnung von Holzburg erfolgte unter dem Namen Hahelsburc im Jahr 1232. Bereits zu dieser Zeit dürfte Holzburg ritterlicher Wohnsitz gewesen sein. Weitere Ortsnennungen vor der Reformation sind "Halsburg" (1293), "Alsborch" (1309), "Holsburg" (1367) und "Hoilsberg" (1425).
Eine Pfarrei ist erstmals 1283 für Holzburg belegt, ein Pleban für 1285 und 1298. Als Patrone aus landgräflichem Lehen sind seit 1382 die Herren von Liederbach nachgewiesen, daneben seit 1459 auch die Herren von Urff. Der Wechsel zum evangelischen Bekenntnis erfolgte 1526 mit der Einführung der Reformation in der Landgrafschaft Hessen; als erster evangelischer Pfarrer am Ort ist Johannes Süßmann von etwa 1531 bis 1576 belegt.
Nach den hessischen Landesteilungen des 16. und 17. Jahrhunderts gelangte der Ort 1648 mit dem Westfälischen Frieden zur Landgrafschaft Hessen-Darmstadt, die ihn 1708 an die Landgrafschaft Hessen-Kassel abtrat.
Zum 31. Dezember 1971 fusionierten im Zuge der Gebietsreform in Hessen die bis dahin selbständigen Gemeinden Holzburg und Schrecksbach freiwillig zur neuen Gemeinde Schrecksbach. Für die beiden Ortsteile wurde je ein Ortsbezirk mit Ortsbeirat und Ortsvorsteher nach der Hessischen Gemeindeordnung eingerichtet.

### Verwaltungsgeschichte im Überblick
Die folgende Liste zeigt die Staaten und Verwaltungseinheiten, denen Holzburg angehört(e):
- vor 1567: Heiliges Römisches Reich, Landgrafschaft Hessen, Amt Alsfeld
- ab 1567: Heiliges Römisches Reich, Landgrafschaft Hessen-Marburg, Amt Alsfeld
- 1604–1648: Heiliges Römisches Reich, strittig zwischen Landgrafschaft Hessen-Darmstadt und Landgrafschaft Hessen-Kassel (Hessenkrieg)
- ab 1604: Heiliges Römisches Reich, Landgrafschaft Hessen-Darmstadt, Amt Alsfeld
- ab 1708: Heiliges Römisches Reich, Landgrafschaft Hessen-Kassel, Gericht/Amt Neukirchen[3]
- ab 1806: Landgrafschaft Hessen-Kassel, Amt Neukirchen
- 1807–1813: Königreich Westphalen, Departement der Werra, Distrikt Marburg, Kanton Neukirchen
- ab 1815: Kurfürstentum Hessen, Amt Neukirchen[9]
- ab 1821/22: Kurfürstentum Hessen, Provinz Oberhessen, Kreis Ziegenhain[10][Anm. 2]
- ab 1848: Kurfürstentum Hessen, Bezirk Fritzlar
- ab 1851: Kurfürstentum Hessen, Provinz Oberhessen, Kreis Ziegenhain
- ab 1867: Königreich Preußen, Provinz Hessen-Nassau, Regierungsbezirk Kassel, Kreis Ziegenhain
- ab 1871: Deutsches Reich, Königreich Preußen, Provinz Hessen-Nassau, Regierungsbezirk Kassel, Kreis Ziegenhain
- ab 1918: Deutsches Reich, Freistaat Preußen, Provinz Hessen-Nassau, Regierungsbezirk Kassel, Kreis Ziegenhain
- ab 1944: Deutsches Reich, Freistaat Preußen, Provinz Kurhessen, Landkreis Ziegenhain
- ab 1945: Deutsches Reich, Amerikanische Besatzungszone, Groß-Hessen, Regierungsbezirk Kassel, Landkreis Ziegenhain
- ab 1946: Deutsches Reich, Amerikanische Besatzungszone, Hessen, Regierungsbezirk Kassel, Landkreis Ziegenhain
- ab 1949: Bundesrepublik Deutschland, Hessen, Regierungsbezirk Kassel, Landkreis Ziegenhain
- ab 1972: Bundesrepublik Deutschland, Hessen, Regierungsbezirk Kassel, Landkreis Ziegenhain, Gemeinde Schrecksbach
- ab 1974: Bundesrepublik Deutschland, Hessen, Regierungsbezirk Kassel, Schwalm-Eder-Kreis, Gemeinde Schrecksbach

## Bevölkerung

### Einwohnerstruktur 2011
Nach den Erhebungen des Zensus 2011 lebten am Stichtag, dem 9. Mai 2011, in Holzburg 402 Einwohner. Darunter waren 3 (0,7 %) Ausländer.
Nach dem Lebensalter waren 69 Einwohner unter 18 Jahren, 156 zwischen 18 und 49, 96 zwischen 50 und 64 und 81 Einwohner waren älter. Die Einwohner lebten in 162 Haushalten. Davon waren 36 Singlehaushalte, 36 Paare ohne Kinder und 69 Paare mit Kindern, sowie 18 Alleinerziehende und 3 Wohngemeinschaften. In 30 Haushalten lebten ausschließlich Senioren und in 99 Haushaltungen lebten keine Senioren.

### Einwohnerentwicklung
| Quelle: Historisches Ortslexikon |                  |
| • 1577:                          | 36 Hausgesesse   |
| • 1706:                          | 28 Hausgesesse   |
| • 1747:                          | 29 Feuerstellen. |

| Holzburg: Einwohnerzahlen von 1834 bis 2019 | Holzburg: Einwohnerzahlen von 1834 bis 2019 | Holzburg: Einwohnerzahlen von 1834 bis 2019 | Holzburg: Einwohnerzahlen von 1834 bis 2019 | Holzburg: Einwohnerzahlen von 1834 bis 2019 |
| --- | ------------------------------------------- | ------------------------------------------- | ------------------------------------------- | ------------------------------------------- |
| Jahr |                                             |                                             |                                             | Einwohner                                   |
| 1834 | 1834                                        |                                             | 361                                         | 361                                         |
| 1840 | 1840                                        |                                             | 367                                         | 367                                         |
| 1846 | 1846                                        |                                             | 373                                         | 373                                         |
| 1852 | 1852                                        |                                             | 365                                         | 365                                         |
| 1858 | 1858                                        |                                             | 350                                         | 350                                         |
| 1864 | 1864                                        |                                             | 336                                         | 336                                         |
| 1871 | 1871                                        |                                             | 348                                         | 348                                         |
| 1875 | 1875                                        |                                             | 334                                         | 334                                         |
| 1885 | 1885                                        |                                             | 346                                         | 346                                         |
| 1895 | 1895                                        |                                             | 350                                         | 350                                         |
| 1905 | 1905                                        |                                             | 358                                         | 358                                         |
| 1910 | 1910                                        |                                             | 377                                         | 377                                         |
| 1925 | 1925                                        |                                             | 384                                         | 384                                         |
| 1939 | 1939                                        |                                             | 425                                         | 425                                         |
| 1946 | 1946                                        |                                             | 658                                         | 658                                         |
| 1950 | 1950                                        |                                             | 606                                         | 606                                         |
| 1956 | 1956                                        |                                             | 502                                         | 502                                         |
| 1961 | 1961                                        |                                             | 476                                         | 476                                         |
| 1967 | 1967                                        |                                             | 448                                         | 448                                         |
| 1980 | 1980                                        |                                             | ?                                           | ?                                           |
| 1990 | 1990                                        |                                             | ?                                           | ?                                           |
| 2000 | 2000                                        |                                             | ?                                           | ?                                           |
| 2011 | 2011                                        |                                             | 403                                         | 403                                         |
| 2013 | 2013                                        |                                             | 378                                         | 378                                         |
| 2019 | 2019                                        |                                             | 356                                         | 356                                         |
| Datenquelle: Historisches Gemeindeverzeichnis für Hessen: Die Bevölkerung der Gemeinden 1834 bis 1967. Wiesbaden: Hessisches Statistisches Landesamt, 1968. Weitere Quellen: LAGIS; Zensus 2011; Gemeinde Schrecksbach: |                                             |                                             |                                             |                                             |

### Historische Religionszugehörigkeit
| • 1861: | 026 evangelisch-reformierte, 224 evangelisch-lutherische Einwohner |
| • 1885: | 345 evangelische (= 99,71 %), ein anderer (= 0,29 %) Christ        |
| • 1961: | 421 evangelische (= 88,45 %), 52 katholische (= 10,92 %) Einwohner |

### Historische Erwerbstätigkeit
| Quelle: Historisches Ortslexikon | |
| • 1838:                          | Familien: 31 Land- und Forstwirtschaft, 20 Gewerbe, 10 Tagelöhner.                                                                  |
| • 1981:                          | Erwerbspersonen: 143 Land- und Forstwirtschaft, 81 produzierendes Gewerbe, 7 Handel und Verkehr, 14 Dienstleistungen und Sonstiges. |

## Politik
Für Holzburg besteht ein Ortsbezirk (Gebiete der ehemaligen Gemeinde Holzburg) mit Ortsbeirat und Ortsvorsteher nach der Hessischen Gemeindeordnung. Der Ortsbeirat besteht aus fünf Mitgliedern.
Bei den Kommunalwahlen in Hessen 2021 betrug die Wahlbeteiligung zum Ortsbeirat Holzburg 60,13 %. Alle Kandidaten gehörten der „Bürgerliste Holzburg“ an. Der Ortsbeirat wählte Franziska Riebeling zur Ortsvorsteherin.

## Sehenswürdigkeiten und Kultur

### Kirche
Die Kirche stammt aus dem Jahr 1789.

### Dorfmuseum

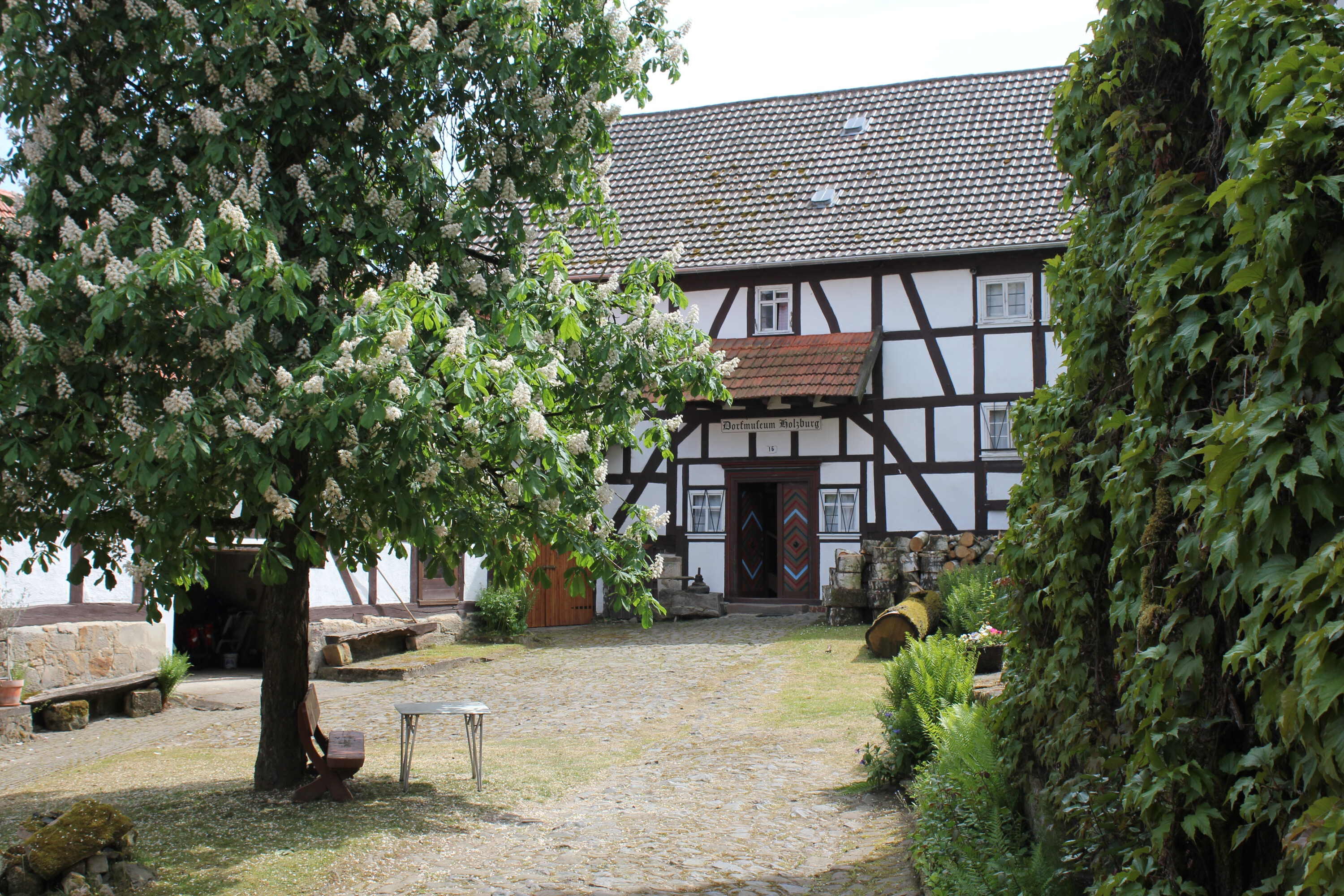
Dorfmuseum Holzburg

Das Holzburger Dorfmuseum wurde 1959 vom damaligen Pfarrer Heinz Metz mit vielen ehrenamtlichen Helfern in der alten Pfarrscheune aus dem Jahre 1728 eingerichtet. Das Museum umfasst heute 10 Ausstellungsräume und präsentiert die Wohnkultur früherer Generationen. Auch die Trachten der Männer und Frauen werden dargestellt und erläutert. In den Jahren 2003 bis 2007 wurde das Museum von 50 ehrenamtlichen Helfern in mehr als 2.500 Arbeitsstunden renoviert. Seit Oktober 2008 ist es in der Obhut eines neugegründeten Vereines „Schwälmer Dorfmuseum Holzburg“ und wird eigenständig betrieben.

### Bürgerinitiative
Eine Bürgerinitiative in den Jahren 1999 und 2000 setzte sich für die Erhaltung der Holzburger Quelle ein, die den Ort mit Trink- und Brauchwasser versorgte. Am 10. August 1991 wurde die Unterschriftenliste des Bürgerentscheids eingereicht, mehr als 80 % der Holzburger Bürger hatten sich für das Bürgerbegehren ausgesprochen. Auch viele Röllshäuser hatten sich dabei beteiligt. Am 23. September 1999 wurde das Bürgerbegehren angenommen. Am 27. Februar 2000 gab es einen Bürgerentscheid, bei dem sich mehr als 56 % der Bürger gegen eine Verbindungsleitung aussprachen. Dennoch wurde 2005 die Verbindungsleitung gebaut, und seit dem 20. Dezember 2005 wird Holzburg von Schrecksbach aus mit Wasser versorgt.

## Persönlichkeiten
- Eckhardt Möller (1907–1997), Abgeordneter des Kurhessischen Kommunallandtages Kassel
- Berndt Schulz (* 1942), Schriftsteller, lebt seit 2015 in Holzburg.